# Batalha de Stockach (1799)
A Batalha de Stockach foi uma batalha que teve lugar a 25 de Março de 1799 entre forças francesas e austríacas, cujo objectivo era o controlo geográfico da posição estratégica de Stockach, actual Baden-Württemberg. Num contexto militar mais alargado, esta batalha constitui um marco da primeira campanha na região Sudoeste da Alemanha durante as Guerras da Segunda Coligação, parte integrante das Guerras revolucionárias francesas.
Foi a segunda batalha entre o Exército francês do Danúbio, comandado por Jean-Baptiste Jourdan, e o Exército austríaco, liderado pelo Arquiduque Carlos da Áustria; os exércitos tinham-se confrontado alguns dias antes, 20–22 de Março, em Ostrach e nas colinas de Pfullendorf. A força superior do exército austríaco, cerca de 3 para 1, forçou a retirada francesa.
Em Stockach, os franceses concentraram as suas forças em pequenas linhas criando, assim, várias posições de intenso combate; de início, a linha de Carlos era mais extensa mas depressa pediu tropas adicionais que foi buscar às reservas para reforçar a sua frente. Quando uma pequena força comandada por Dominique Vandamme por pouco não cercava o exército austríaco, a intervenção pessoal de Carlos foi crucial para ganhar tempo para a chegada de reforços. O general Jourdan, ao tentar mobilizar os seus homens, por pouco não morria esmagado. No final, os franceses foram forças a retirar pelo rio Reno.